# 帕克伍德 (愛荷華州)
帕克伍德（英語：Packwood）是一個位於美國愛荷華州傑佛遜縣的城市。

## 地理
帕克伍德的座標為41°01′00″N 92°04′59″W / 41.01667°N 92.08306°W，而該地的平均海拔高度為247米（即810英尺）。

## 人口
根據2010年美國人口普查的數據，帕克伍德的面積為1.97平方千米，當中陸地面積為1.97平方千米，而水域面積為0.00平方千米。當地共有人口204人，而人口密度為每平方千米103人。